# Żłób
Żłób – dawniej drewniane, obecnie wykonywane z różnych materiałów naczynie (podłużna skrzynia, koryto, zwykle drewniane, mocowane na stałe w stajni lub w oborze) służące do podawania paszy zwierzętom gospodarskim, zwłaszcza bydłu i koniom. 
Żłoby stosowane są zwykle do podawania pasz sypkich i półpłynnych; do podawania wody i innych płynów najczęściej stosuje się koryta.
Ze żłobem związana jest etymologia słowa Jasełka.